# 佐野明日香
佐野 明日香（さの　あすか、1982年5月27日 -）は、愛媛県宇和島市出身の日本の柔道及びレスリング選手。階級は70kg級(柔道)と72kg級(レスリング)。身長168cm。

## 人物
小学校1年の時に柔道を始めた。中学の時には四国大会で優勝を飾った。宇和島東高校に進学すると、2年の時に全国高校選手権70kg級でベスト16、3年の時には全国女子体重別で9位となった。なお、高校の1年先輩には2002年の選抜体重別で優勝した風戸晴子、1年後輩には2005年世界選手権57kg級代表の宮本樹理、2年後輩には2014年世界選手権57kg級で優勝した宇高菜絵がいた。大学は風戸のいる帝京大学に進むと、1年の時に全日本ジュニアで3位になった。2年の時には全日本学生柔道優勝大会で優勝を飾った。学生体重別でも3位となった。3年の時には講道館杯で5位となると、4年の時には部の主将となり、全日本学生柔道優勝大会で3位となった。
2005年には自衛隊体育学校に進むが、ケガの影響などもあって思うような成績を挙げられずにいた。そんな中、2006年の夏頃にレスリングの練習に取り組み始めて見ると、周囲から試合に出場することを勧められた。試しに出場した全日本女子オープン大会の72kg級では高校生相手ながら優勝して、全日本レスリング選手権大会に出場することになった。その決勝では元世界チャンピオンの浜口京子に0－1、0－2のポイントで敗れたものの、レスリングを始めてわずか数ヶ月で全日本の2位に上りつめた。その後は柔道を機軸としたレスリングを展開していたが、2008年になると世界チャンピオンの坂本日登美にタックルの必要性を説かれたことで、タックルの特訓を始めることになった。全日本レスリング選手権大会では浜口が出場していなかったものの特訓の成果を活かして優勝すると、2009年には全日本女子選手権でも優勝を飾って、世界選手権代表に選ばれた。アジア選手権では2位となった。世界選手権では初戦でアゼルバイジャンのディナ・イワノワに敗れた。その後引退を表明した。

## 主な戦績
柔道での戦績(階級は70kg級)
- 2001年 -　全日本ジュニア　3位
- 2002年　- 全日本学生柔道優勝大会　優勝
- 2002年　- 学生体重別　3位
- 2003年　- 講道館杯　5位
- 2004年　- 全日本学生柔道優勝大会　3位
- 2004年　- 講道館杯　7位

レスリングでの戦績(階級は72kg級)
- 2007年 -　NYACオープン国際大会　2位(67kg級)
- 2008年 -　全日本レスリング選手権大会　優勝
- 2009年 -　ワールドカップ　5位
- 2009年 -　アジア選手権　2位
- 2009年 -　オーストリアオープン　2位
- 2009年 -　全日本女子選手権　優勝
- 2009年 -　ゴールデングランプリ　7位